# Perseus-M
«Perseus-M» (M1 и M2) — это серия микроспутников, разработанная российской космической компанией Dauria Aerospace. Спутники созданы на базе стандарта CubeSat 6U (0,3x0,2x0,1 м). Они оборудованы накладными солнечными батареями, которые установлены на одной стороне космического корабля, обеспечивая среднюю мощность около 6 Вт.
«М» в названии означает «Maritime».

## Запуск
«Perseus-M1» и «Perseus-M2» были запущены с позиционного района «Домбаровский» РВСН в Ясненском районе Оренбургской области России, 19 июня 2014 года ракетой «Днепр». Начиная с 6 июля 2014 года, телеметрические радиомаяки принимались и расшифровывались операторами нескольких любительских наземных станций.

## Задача
Спутники были объединены с космическим аппаратом Dauria DX1 и восемью спутниками для получения изображений Perseus-O, чтобы сформировать группу космического мониторинга Perseus.
Спутники предназначены в первую очередь для радиочастотного морского наблюдения. Они оснащены блоками приема данных Автоматической Идентификационной Системы, предназначенной для обмена информацией между судами с помощью радиочастотных передатчиков диапазона УКВ и смогут обеспечивать мониторинг судоходства и задачи навигации на морях и реках. Спутники Perseus стали первыми спутниками российской сборки с установленной аппаратурой АИС, выведенной на орбиту.